# Geno Díaz
Eugenio Geno Díaz (Buenos Aires, 1926 - 13 de febrero de 1986) fue un escritor y dibujante argentino que trabajó en programas de televisión y fue periodista gráfico.

## Trayectoria
Nació en el barrio de Mataderos, en la ciudad de Buenos Aires. Al terminar sus estudios secundarios ingresó a la Escuela Nacional de Bellas Artes Manuel Belgrano, y luego a la escuela Prilidiano Pueyrredón, donde estudió con Lino Enea Spilimbergo y se recibió de dibujante profesional en 1949. Trabajó como decorador de porcelanas durante veinte años, fue pianista y ejerció oficios varios. Es hermano del arquitecto Tony Díaz.
Durante los años sesenta y setenta participó de varios espectáculos teatrales, dando monólogos junto a artistas como Eduardo Falú, Les Luthiers, Nacha Guevara, Los Andariegos, etc.
Hizo más de treinta exposiciones de pinturas y dibujos entre 1957 y 1981, en Buenos Aires, ciudades del interior y en La Coruña (España).
En 1977, tras publicar varios libros de dibujos e ilustraciones, publicó su primera novela, Los desangelados un policial que se convirtió en un gran éxito, y que fue llevado al cine en 1980 por Sergio Renán con el nombre Sentimental (réquiem para un amigo).
Dos años más tarde le siguió Moriré sin conocer Disneylandia, novela que ronda entre el género policial y la literatura humorística. Vale aclarar que casi todos sus libros están ambientados en el barrio de Mataderos, y que la mayoría de los lugares mencionados en sus obras existen hoy en día (La cueva del chancho era una casa antigua que se convirtió en conventillo, el Bazar de 0.95 era una tienda en la que él trabajó). En 1982 colaboró con la renovada revista Caras y Caretas.
En 1983 fue uno de los libretistas en el ciclo televisivo Extra Tato que se emitía por Canal 13, luego en 1984 comenzó a ser el único libretista del ciclo conducido por el personaje creado por Tato Bores en el ciclo Tato, qué bien se TV y en el año 1985, Tatus.
En 1984 publicó Genocidio II, suerte de autobiografía humorística mezclada con lo que serían sus «diarios de viaje» y con una recopilación de algunos de sus mejores trabajos como dibujante. Ese año fue premiado por la Fundación Konex en la categoría «Literatura de humor».
Su última obra fue la novela Kermesse, editada en 1985. Murió en 1986, como consecuencia de un enfisema pulmonar.

## Filmografía
Intérprete
- 1971: Juguemos en el mundo, dirigido por María Herminia Avellaneda.

## Obras
- Tango y Kamasutra (dibujos).
- 50 gatos por diez pesos (dibujos).
- 1973: Genocidio (dibujos).
- ...Pero reímos (dibujos).
- Dibuxos de Betanzos (dibujos).
- Kama sutra Kamanostra (dibujos).
- 1977: Los desangelados (novela).
- 1979: Moriré sin conocer Disneylandia (novela).
- 1981: Emigrantes (texto y dibujos). Buenos Aires: Ediciones de Recién Venido.
- 1982: La cueva del chancho (novela).
- 1983: El hombre que compró su muerte (novela).
- 1984: Bazar de 0.95 (novela).
- 1984: Cenizas y fatigas (novela).
- 1985: Genocidio II (autobiografía, cuentos, escritos y dibujos).
- 1985: Kermesse (novela).

## Libretista
- 1983: Extra Tato, por Canal 13, junto a Oscar Blotta (h), Carlos Abrevaya, Jorge Guinzburg, Carlos Basurto, José María Jaunarena).
- 1984: Tato, qué bien se TV, Canal 13
- 1985: Tatus, Canal 13